# Gladiolus oatesii
Gladiolus oatesii là một loài thực vật có hoa trong họ Diên vĩ. Loài này được Rolfe miêu tả khoa học đầu tiên năm 1889.